# Libra (álbum de Lali)
Libra es el cuarto álbum de estudio de la actriz y cantante argentina Lali. Lanzado el 12 de noviembre de 2020 a través de la discográfica Sony Music Argentina. La cantante trabajó con una variedad de productores y coautores en el álbum, incluidos Rafael Arcaute, Tainy, Fito Páez, Camilo, Mau y Ricky, Julio Reyes, Abraham Mateo, Big One y Rec808, entre otros.
El álbum amplía el sonido pop de sus predecesores, A bailar (2014), Soy (2016) y Brava (2018), al tiempo que incorpora elementos de hip hop, trap, R&B, reguetón y pop urbano. Precisamente, Libra encuentra a Lali buscando el equilibrio entre su característico sonido pop, que ella define como su "esencia", y estos nuevos elementos urbanos que lleva incorporando a su música desde Brava. En este álbum, están incluidas las participaciones de CNCO, Cazzu, Mau & Ricky y Noriel.
Libra fue precedida por el lanzamiento de cuatro sencillos entre octubre de 2019 y agosto de 2020: «Laligera», «Como así» y «Lo que tengo yo» y «Fascinada». El álbum fue lanzado en la noche del 12 de noviembre de 2020 como un lanzamiento sorpresa,  exactamente una hora después de que la canción asistida por Cazzu, «Ladrón», fuera lanzada como su quinto sencillo.

## Sencillos
El primer sencillo del álbum, «Laligera», fue lanzado el 10 de octubre de 2019, en su cumpleaños número 28, junto con un video musical. El video musical fue filmado por Orco en el barrio porteño de Parque Patricios, donde nació Espósito. La muestra patinando en una cancha de basquet y pasando el rato con un grupo de bailarines. El patinaje artístico fue la disciplina que practicaba de pequeña, lo que le permitió mostrar su talento a un público por primera vez. La canción ocupó el primer puesto en la lista nacional y en el puesto número cuatro en la lista general de Monitor Latino en Argentina. 
En 2020, «LALIGERA» fue incluida entre las obras por las que Rafael Arcaute fue nominado como Productor del año por la 21a edición anual Premios Grammy Latinos.
«Como así» fue lanzado como el segundo sencillo del álbum el 8 de noviembre de 2019. La canción cuenta con voces invitadas de la banda de chicos CNCO. El video musical del sencillo fue filmado en la Ciudad de México y dirigido por Joaquín Cambre. En el clip, Espósito retrata el interés amoroso de cada uno de los miembros de la banda, y cada escena cuenta una historia diferente. Alcanzó el puesto número treinta y tres en la lista Billboard Argentina Hot 100; se posicionó primero en la lista nacional y cuatro en la lista general en Argentina, ingresando además en las listas de Chile, República Dominicana, Ecuador, Panamá, Paraguay, Perú, y Uruguay. En julio del 2020, la canción obtuvo una nominación en los Premios Gardel a "Mejor canción de dueto/colaboración".
En mayo de 2020, Espósito lanzó el tercer sencillo del álbum, «Lo que tengo yo». La cantante admitió que, originalmente, la canción no iba a ser lanzada y que no había llegado a la selección final de canciones de Libra. Sin embargo, una mañana durante la cuarentena por COVID-19 , se encontró tarareando la demo de la canción, lo que le alegró la mañana. Fue por esta razón que decidió lanzar la canción y animar la vida de las personas durante el encierro. La canción se ubicó durante 18 semanas en el Billboard Argentina Hot 100, donde alcanzó el puesto 28. También alcanzó la posición número dos en Monitor Latino Argentina y, cuarto en la general en la lista de canciones nacionales de Argentina.
En agosto de 2020, lanzó «Fascinada» como cuarto sencillo del álbum, con un video musical filmado desde Madrid. La canción alcanzó el puesto 73 en la lista Billboard Argentina Hot 100.
En noviembre de 2020, la cantante lanzó en colaboración con Cazzu, «Ladrón». El videoclip en blanco y negro fue dirigido por la propia Espósito y filmado en Madrid y Buenos Aires.

## Lista de canciones
| Libra |                                        | |                                                                     |          |  |
| N.º   | Título                                 | Escritor(es) | Productor(es)                                                       | Duración |  |
| 1.    | «Eclipse»                              | Julio Reyes Copello, Leroy Sánchez, Mariana Espósito, Nicolás De la Espriella, Rafa Arcaute                                                              | Julio Reyes Copello, Nicolás De la Espriella, Rafa Arcaute          | 3:04     |  |
| 2.    | «Ladrón» (con Cazzu)                   | Daniel Ismael Real, Enzo Ezequiel Sauthier, Julieta Cazzuchelli, Mariana Espósito                                                                        | Big One                                                             | 3:20     |  |
| 3.    | «Fascinada»                            | Ángel López, Federico Vindver, Gabriel Edgar González Pérez, Ginno Borri, Mariana Espósito, Rafa Arcaute                                                 | Rafa Arcaute, Federico Vindver, Ángel Lopez                         | 2:44     |  |
| 4.    | «Bailo pa mi»                          | Abraham Mateo, Edgar Andino, Mariana Espósito | Abraham Mateo                                                       | 2:39     |  |
| 5.    | «Enredados»                            | Andrea Mangiamarchi, Claudia Virginia Prieto, Gabriel Edgar González Pérez, Mariana Espósito                                                             | Rec 808                                                             | 3:13     |  |
| 6.    | «No puedo olvidarte» (con Mau y Ricky) | Camilo Echeverri, Elof Loelv, Joe Leone, Mariana Espósito, Mauricio Reglero, Rafa Arcaute, Ricardo Reglero                                               | Jon Leone                                                           | 2:46     |  |
| 7.    | «Laligera»                             | Ángel López, Federico Vindver, Gino Borri, Mariana Espósito, Rafa Arcaute, Rec 808                                                                       | Rafa Arcaute, Federico Vindver, Ángel López                         | 2:59     |  |
| 8.    | «Lo que tengo yo»                      | Camilo Echeverri, Marco Masis, Mauricio Regleano, Max Matluck, Ricardo Reglero                                                                           | Tainy                                                               | 2:26     |  |
| 9.    | «Pa que me quieras» (con Noriel)       | José Alberto Roble Ramirez, Juan J. Santana Lujo, Juan Manuel Frias "Brasa", Juan Manuel Rubiera, Mariana Espósito, Noel Santos Román, Ronny Jhoan Frias | Brasa                                                               | 3:12     |  |
| 10.   | «Como así» (con CNCO)                  | Andrés Restrepo "Rolo", Johan Esteban Espinosa "Jowan", Juan Manuel Frias "Brasa", Mariana Espósito, Pablo Preciado, Yoel Henríquez                      | Andrés Restrepo "Rolo", Johan Esteban Espinosa "Jowan", Icon Music^ | 3:06     |  |
| 11.   | «Una esquina en Madrid»                | Fito Páez, Mariana Espósito | Diego Olivero                                                       | 3:50     |  |
| 33:19 |                                        | |                                                                     |          |  |

Notas:
- ^ indica el coproductor

## Posicionamiento en listas
| Listas (2020-23)  | Mejor posición |
| ----------------- | -------------- |
| Argentina (CAPIF) | 1              |
| Uruguay (CUD)     | 16             |

## Premios y nominaciones
| Año  | Premio                | Categoría               | Resultado | Ref.   |
| ---- | --------------------- | ----------------------- | --------- | ------ |
| 2021 | Premios Carlos Gardel | Mejor álbum artista pop | Nominado  | [ 13 ] |

## Historial de lanzamientos
| País      | Fecha                   | Formato(s)       | Sello(s) discográfico(s) | Ref.   |
| --------- | ----------------------- | ---------------- | ------------------------ | ------ |
| Mundial   | 12 de noviembre de 2020 | Descarga digital | Sony Music Argentina     | [ 14 ] |
| Argentina | 12 de noviembre de 2020 | Disco compacto   | Sony Music Argentina     | [ 15 ] |
| Ecuador   | 12 de noviembre de 2020 | Disco compacto   | Sony Music Argentina     | [ 16 ] |